# 1817 Катанґа
1817 Катанґа (1817 Katanga) — астероїд головного поясу, відкритий 20 червня 1939 року.
Тіссеранів параметр щодо Юпітера — 3,388.